# 馮皓揚
馮皓揚（英語：Mason Fung Ho-yeung，2004年10月5日—），暱稱揚揚,羊羊，香港男演員，憑電影《媽媽的神奇小子》飾演少年蘇樺偉一角奪得第40屆香港電影金像獎「最佳男配角」獎項。2022年7月曾為無綫電視藝員訓練班的一天學員，後於2023年10月加入無綫電視劇組並參演無綫電視劇集《法證先鋒6 倖存者的救贖》。 2024年，馮皓揚加入無綫電視成為該台經理人合約藝員。

## 簡歷
馮皓揚兒時被診斷患有輕度亞氏保加症、專注力不足及過度活躍症。小學和中學分別就讀浸信會呂明才小學及浸信會呂明才中學。
2021年9月決定休學當全職演員。  2022年7月訪問表示當時未有與任何公司簽約。
2022年7月17日，於第40屆香港電影金像獎頒獎典禮上憑電影《媽媽的神奇小子》獲頒「最佳男配角」。 7月18日，正式加入無綫電視藝員訓練班成為學員，並表示希望藉此糾正粵語懶音問題、改善說話及表達能力，及加深對電視製作的認識及了解。 9月，馮表示自己只上了一日藝員訓練班課程便已退學，並指日後會抱着學習心態參與每一次演出。
2023年10月，馮皓揚加入無綫電視劇組並參演無綫電視劇集《法證先鋒6 倖存者的救贖》。 馮皓揚現為無綫電視經理人合約藝員。

## 演出作品

### 電影
- 2024年：《誤判》飾 馬家杰 1
- 2022年：《被消失的凶案》飾 16歲彤仔 [6]
- 2021年：《媽媽的神奇小子》飾 少年蘇樺偉
- 2019年：《入鐵籠》飾 童年招積[2][6]

### 電視劇（香港電台）
- 2024年：《獅子山下2024—單元劇 <1705> 》飾 王誦永[6]
- 2019年：《星星的孩子—魚蛋》飾 俊俊[6]

### 電視劇（無綫電視）
- 拍攝中：《俠醫》
- 待播出：《正義女神》
- 待播出：《巨塔之后》
- 2024年：《法證先鋒VI：倖存者的救贖》飾 霍寶樂
- 2024年：《我們家的料理》飾 亮亮
- 2021年：《愛上我的衰神》飾 少年陳北河 [1][2][6]

### 主持
- 2024年：《獨嘉登機指南》（TVB）
- 2017年：《美選D.n.A》小主持（ViuTV）[2][6]
- 2016年：《快樂童盟》（ViuTV）[1]

### 其他
- 2024年：香港政府警聲百二秒II宣傳片
- 2022年：DC CHARITY FOUNDATION 小龍馬慈善基金大使
- 2022年：位元堂125週年傳承微電影 宣傳片
- 2022年：譚仔雲南米線 韓式泡菜雞卷米線 母親節宣傳片
- 2018年：香港政府禁售賣酒精宣傳片
- 2018年：張敬軒《天才兒童1985》MV
- 2018年：100毛《卡夫芝士》廣告
- 2018年：香港國際七人欖球賽廣告硬照
- 2018年：E-kids 演唱會特別演出
- 2017年：香港政府衛生署13價疫苗宣傳片

## 獎項及提名
| 年份   | 頒獎典禮             | 獎項       | 作品               | 角色       | 結果 |
| ------ | -------------------- | ---------- | ------------------ | ---------- | ---- |
| 2022年 | 第40屆香港電影金像獎 | 最佳男配角 | 《媽媽的神奇小子》 | 少年蘇樺偉 | 獲獎 |
| 2022年 | 第40屆香港電影金像獎 | 最佳新演員 | 《媽媽的神奇小子》 | 少年蘇樺偉 | 提名 |

| 年份   | 頒獎典禮                          | 獎項       | 作品               | 角色       | 結果 |
| ------ | --------------------------------- | ---------- | ------------------ | ---------- | ---- |
| 2022年 | 第14屆澳門國際電影節．"金蓮花" 獎 | 最佳男配角 | 《媽媽的神奇小子》 | 少年蘇樺偉 | 提名 |

## 外部連結
- 馮皓揚的新浪微博